# Struth von Bottenhorn und Erweiterungsflächen
Struth von Bottenhorn und Erweiterungsflächen este o arie protejată (arie specială de conservare — SAC, sit de importanță comunitară — SCI) din Germania întinsă pe o suprafață de 105,67 ha, integral pe uscat.

## Localizare
Centrul sitului Struth von Bottenhorn und Erweiterungsflächen este situat la coordonatele 50°47′50″N 8°27′41″E / 50.7972°N 8.4614°E.

## Înființare
Situl Struth von Bottenhorn und Erweiterungsflächen a fost declarat sit de importanță comunitară în aprilie 1999 pentru a proteja 7 specii de animale. Situl a fost protejat și ca arie specială de conservare în martie 2008.

## Biodiversitate
Situată în ecoregiunea continentală, aria protejată conține 5 habitate naturale: Cursuri de apă de la nivel de câmpie la nivel montan, cu vegetație Ranunculion fluitantis și Callitricho-Batrachion, Formațiuni ierboase bogate în specii de Nardus, dezvoltate pe substraturi silicioase în zone montane (și în zone submontane, în Europa continentală), Pajiști cu Molinia pe soluri calcaroase, turboase sau argilos-nămoloase (Molinion caeruleae), Fânețe de joasă altitudine (Alopecurus pratensis, Sanguisorba officinalis), Păduri aluvionare cu Alnus glutinosa și Fraxinus excelsior (Alno-Padion, Alnion incanae, Salicion albae).
La baza desemnării sitului se află mai multe specii protejate:
- păsări (6): cocoșul de mesteacăn (Bonasa bonasia), erete vânăt (Circus cyaneus), șoimul rândunelelor (Falco subbuteo), becațină comună (Gallinago gallinago), mărăcinar (Saxicola rubetra), nagâț (Vanellus vanellus)
- nevertebrate (1): phengaris nausithous (Maculinea nausithous)

Pe lângă speciile protejate, pe teritoriul sitului au mai fost identificate 14 specii de plante, 1 specie de nevertebrate.